# Огниво (театр)
Театр кукол «Огниво» — первый из муниципальных театров московской области получивший статус профессионального театра. Основан в 1992 году. Художественный руководитель театра — Народный артист России Станислав Фёдорович Железкин (13.08.1952-17.09.2017).

## История

### Создание театра
У истоков театра «Огниво» — два человека: актёр и режиссёр Станислав Железкин и Глава Мытищинского района Анатолий Константинович Астрахов. Как Глава Района, Астрахов предложил Железкину создать в Мытищах первый в Подмосковье профессиональный театр кукол и выполнил все условия для этого необходимые: предоставил помещение, обеспечил его реконструкцию и содержание. С 16 сентября 1992 года, на основании Постановления Главы администрации Мытищинского района Московской области № 3342 от 20.10.92 г. основался городской театр кукол. Свой первый театральный сезон коллектив театра начал с подготовки здания к открытию театра и приступил к созданию спектаклей. 2 апреля 1993 года на сцене отреставрированного помещения был показан спектакль «ОГНИВО» по одноимённой сказке Х. К. Андерсена. Своё название театр получил в честь премьерного показа этого спектакля.

### Осуществили постановки
Со дня основания театр выпустил 51 спектакль, 17 из которых — для взрослого зрителя. На сцене нашего театра осуществили постановки выдающиеся деятели искусства театра кукол, такие как: Профессор Войчик Вечуркевич (Польша); Народный артист России, Лауреат Государственных премий Валерий Вольховский, Заслуженный художник России, Лауреат Государственных премий Елена Луценко; Профессор, Лауреат национальной премии Польши Лиакадия Серафинович (Польша); Народный художник Литвы, Лауреат национальной премии Литвы Виталиус Мазурас (Литва); кандидат искусствоведения Ирина Уварова; Лауреат театральной премии «Чайка», Лауреат национальной премии Литвы Фаустас Латенас (Литва); Лауреат международной премии имени Х. К. Андерсена Антанас Маркуцкис (Литва); Заслуженный деятель искусств Юрий Фридман (Россия- Германия); Народная артистка России, Лауреат международных фестивалей Марта Цифринович; Народный артист Молдовы, Лауреат международных фестивалей, Лауреат премий Молдовы Петру Вуткэрэу (Молдова); Лауреат международных фестивалей Олег Жюгжда (Беларусь).

### Фестивали и награды
За время существования театр более 100 раз принимал участие в российских и международных фестивалях, где достойно представлял свой регион и Россию в целом.
2017 год
●   Международный фестиваль кукольных и синтетических театров «КУКАРТ-XIII» в городе. Санкт-Петербург со спектаклем «Прощание с Матёрой»
Лауреат в номинациях:
«Лучший спектакль»
«Лучший режиссёр»
«Лучший актёрский ансамбль»
● IX межродный театральный фестиваль «Гостиный двор» в г. Оренбург со спектаклем «Прощание с Матёрой»
Лауреат фестиваля в номинациях:
«Лучшая женская роль» — Дарья — заслуженная артистка России Наталья Котлярова.
2016 год
●   XXV международный фестиваль искусств «Славянский базар в Витебске» проект «Кукольный квартал» в г. Витебск (Беларусь) со спектаклем «Вишневый сад»
Диплом «Славянского базара в Витебске» за лучшую классическую постановку".
● III международный театральный фестиваль «У Троицы» в г. Сергиев Посад со спектаклем «Вишневый сад».
Лауреат фестиваля в номинациях:
«Лучший спектакль» — «Вишневый сад» режиссёр Олег Жюгжда
«Лучшая женская роль» — заслуженная артистка России Наталья Котлярова за роль Раневской в спектакле «Вишневый сад»
Специальный приз жюри:
«Лучшая женская роль второго плана» — Елена Бирюкова за роль Ани в спектакле «Вишневый сад»
2015 год
●   XXIV международный фестиваль искусств «Славянский базар в Витебске» проект «Кукольный квартал» в г. Витебск (Беларусь) со спектаклем «Прощание с Матёрой»
Диплом «Славянского базара в Витебске» за лучшую постановку на социально-общественную тему.
● II международный театральный фестиваль «У Троицы» в г. Сергиев Посад со спектаклем «Прощание с Матёрой»
Лауреат фестиваля в номинации «Лучший спектакль»
Диплом комиссии по историко-культурному наследию и гражданскому обществу России на соцплатформе ВПП «Единая Россия» в Государственной Думе, как лауреату премии международного фестиваля театральных деятелей искусства «У Троицы» за спектакль «Прощание с Матёрой».
2014 год
●   Международный фестиваль театров кукол "Гостиный двор"в г. Оренбурге со спектаклем «Вишневый сад»
Лауреаты фестиваля в следующих номинациях:
Лучшая женская роль- РАНЕВСКАЯ — заслуженная артиста России Наталья
Котлярова
Лучшая мужская роль — ФИРС — народный артист России Станислав Железкин
Лучший режиссёр — спектакль «Вишнёвый сад» — Олег Жюгжда.
●   Международный фестиваль театров кукол «Сказки Ханса Кристиана Андерсена», г. Паневежис, г. Висагинас, Литва со спектаклем «Огниво».

2013 год
●   Первый Международный особенный фестиваль для особенного зрителя «Одинаковым быть нам необязательно», г Чебоксары со спектаклем «Легенда о добром сердце».
● Второй Сахалинский Международный фестиваль театров кукол «На островах чудес», г. Южно-Сахалинск со спектаклем «Легенда о добром сердце».
● IV Международный фестиваль театров кукол «Чаепитие в Мытищах», г. Мытищи со спектаклями «Мольер & Лекарь поневоле» и «Умка».
● Международный фестиваль театров кукол «Рязанские смотрины», г. Рязань со спектаклем «Обломов».
2012 год
- II Федеральный фестиваль «Театральный олимп» в Сочи

 Бронзовый приз «ТЕАТРАЛЬНЫЙ ОЛИМП» (III место) в номинации «Лучший театр»
 Диплом «За поиск и воплощение новых форм развития искусства театра кукол»
 Диплом «За эффектное воплощение творческой и социальной миссии театра»
- Международный фестиваль «Герои Гончарова на современной сцене», г. Ульяновск
- В рамках культурного обмена между городами-побратимами театр кукол «Огниво» представлял Мытищинский муниципальный район в округе Дюрен, Германия
- Международный театральный фестиваль «Эпоха Возрождения и театральное искусство» — г. Ашхабад, Туркменистан

2011 год
- I Международный фестиваль театров кукол биеннале Сахалина « На островах чудес» — г. Южно- Сахалинск

(Благодарность «За многолетнее сотрудничество и вклад в развитие театрального искусства региона» от губернатора Сахалинской области Александра Хорошавина — Станислав Железкин)
Диплом « За творческий вклад в развитие международного сотрудничества»
- VI Международный фестиваль камерных театров кукол "Ярмарка спектаклей «Театральная карусель» на сцене театра кукол «Огниво»

2010 год
- Гастрольный фестиваль «КАРУСЕЛЬ СКАЗОК» в рамках празднования 150-летия со дня рождения А. П. Чехова.- г. Чебоксары Чувашская республика
- Международный фестиваль искусств — г. Кишинев (Молдова)
- Обменный Фестиваль Культуры между Российской Федерацией и Республикой Кореей, приуроченном к 20-летию установления дипломатических отношений — г. Сеул и г. Кимхе (Республика Корея)
- IV международный театральный фестиваль «HOMO LUDENS» («ЧЕЛОВЕК ИГРАЮЩИЙ»)) — г. Николаев, Украина

Гран- При за спектакль «Ревизор»
Специальный приз жюри «За высокое театральное искусство» — Станислав Железкин
2009 год
- Международный театральный фестиваль

«4th International Eskisehir Children’s and Youth Theatres Festival» — г. Эскишехир (Турция)
- Международный фестиваль театров кукол «КОВЧЕГ» — г. Магнитогорск
- Национальная театральная премия и фестиваль "ЗОЛОТАЯ МАСКА

спектакль «Вишневый сад» дипломант в номинациях:
«Лучший спектакль в театре кукол»
«Лучшая работа режиссёра» — О.Жюгжда
«Лучшая работа художника» — В.Рачковский
«Лучшая работа актёра» — С. Железкин
- Российский фестиваль-проект "ЗОЛОТАЯ МАСКА — "Лучшие Российские спектакли-лауреаты и участники «Золотой Маски» — г. Омск
- Международный фестиваль КУКART-IX — г. Санкт-Петербург
- Международный фестиваль театров кукол «КОВЧЕГ» — г. Южно-Сахалинск
- Международный фестиваль театров кукол «РЯЗАНСКИЕ СМОТРИНЫ» — г. Рязань
- Российский фестиваль-проект "ЗОЛОТАЯ МАСКА — "Лучшие Российские спектакли-лауреаты и участники «Золотой Маски» — г. Санкт Петербург
- Первый Международный фестиваль «ТЕАТРАЛЬНОЕ ВЕЧЕ» — «Дни Чехова в Великом Новгороде» — г. Великий Новгород.

2008 год
- IV Международный театральный форум «ЗОЛОТОЙ ВИТЯЗЬ» — г. Москва

«Золотой диплом» «Золотого Витязя» за спектакль «Вишневый сад»
- Международный фестиваль театров кукол «ЧАЕПИТИЕ В МЫТИЩАХ» — г. Мытищи
- Международный фестиваль театров кукол «Золотой Дельфин» — г. Варна (Болгария)
- Международный фестиваль театров кукол «КОВЧЕГ» -г. Кинешма
- Международный фестиваль «МАСТЕРСКАЯ» — г. Серпухов
- Международный театральный фестиваль «BITEI 2008» — г. Кишинев (Молдова)
- Международный театральный фестиваль «Мелиховская весна» — Мелихово (Моск. обл.)
- Международный фестиваль театров кукол «Мечта о полете или разбег в 60 шагов» -г. Курган
- Международный фестиваль театров кукол в г. Витебск (Белоруссия)

2007 год
- Международный фестиваль театра кукол «ПОД ШАПКОЙ ГУГУЦЕ» — г. Кишинев (Молдова)

- Гран-при за спектакль «Старая сказка»
- Международный фестиваль театров кукол г. Каунас (Литва)
- Международный фестиваль «КУКART-2007» — г. Санкт-Петербург
- Международный фестиваль театров кукол "Рязанские смотрины " — г. Рязань
- Международный театральный фестиваль «ТЕАТРАЛЬНАЯ НЕДЕЛЯ В ХИМКАХ» — г. Химки
- III международный фестиваль побратимов «Подмосковные вечера» — г. Мытищи

2006 год
- Международный фестиваль « BITEI 2006» — г. Кишинев (Молдова)
- Международный фестиваль театров кукол — г. Бельфор (Франция)
- Международный театральный фестиваль — г. Йюваскюла (Финляндия)
- Международный театральный фестиваль — форум «ЗОЛОТОЙ ВИТЯЗЬ» — г. Москва

- Специальный приз жюри фестиваля за спектакль «Ревизор» — «За яркое воплощение классики языком современности»
2005 год
- I ТЕАТРАЛЬНАЯ ЯРМАРКА-ФЕСТИВАЛЬ — г. Лобня
- Международный фестиваль современного театра кукол — г. Эгер (Венгрия)
- «КУКАРТ 2005» — г. Пушкин (Ленинградская область)

Первая продюсерская премия «КУКART» Главе Мытищинского района Мурашову А. Е. и художественному руководителю театра Железкину С. Ф. «За создание первой в России уникальной инфраструктуры театра кукол»
- Международный фестиваль театров кукол «Рязанские смотрины 2005» — г. Рязань
- Международный фестиваль «Пьеро 2005» — г. Стара Загора (Болгария)

- Гран-при за спектакль «Завтра начинается вчера»
- Международный фестиваль «Ликурич — 60» — г. Кишинев

- Лауреатство за спектакль «Фигаро»
- Международный театральный фестиваль «ТЕАТРАЛЬНАЯ НЕДЕЛЯ В ХИМКАХ» — г. Химки

Диплом за спектакль «Ревизор» «Лучший режиссёр» «Лучший художник»
2004 год
- 3-й Международный фестиваль театров кукол «ПОД ШАПКОЙ ГУГУЦЕ» — г. Кишинев (Молдова)

Гран-при за спектакль «Русалочка»
- Фестиваль театров кукол стран СНГ «АРТ-ВИЗИТ 2004» — г. Краснодар
- Областной фестиваль искусств «Дорогою Добра» — г. Мытищи
- Всемирный фестиваль-конгресс УНИМА — г. Риека (Хорватия)

2003 год
- Фестиваль театров кукол стран Балтии — г. Каунас (Литва)
- Дни русского театра в Паневежисе — г. Паневежис (Литва)
- Фестиваль искусств «BITEI — 2003» — г. Кишинев (Молдова)
- Международный фестиваль «КУКART-2003» — г. Санкт-Петербург
- Международный фестиваль театров кукол «Рязанские смотрины» — г. Рязань
- 2-й Международный фестиваль театров кукол им. С. В. Образцова — г. Москва
- Фестиваль театров кукол «Муравейник 2003» — г. Иваново
- 1-й Международный фестиваль городов-побратимов «Подмосковные вечера» — г. Мытищи

2002 год
- Международный фестиваль театров кукол г. Кишинев (Молдова)
- Международный фестиваль театров кукол «ТЕАТР В ЧЕМОДАНЕ» — г. Ламжа (Польша)

Приз за лучшую женскую роль за спектакль «Легенда о добром сердце» Н. Котлярова
- Международный фестиваль театров кукол «АРТ ВИЗИТ 2002» — г. Краснодар

2001 год
- 2-й Международный фестиваль театров кукол «ПОД ШАПКОЙ ГУГУЦЕ» г. Кишинев (Молдова)

Гран-при за спектакль «Сказка о рыбаке и рыбке»
- Дни русского театра в Паневежисе — г. Паневежис (Литва)
- Фестиваль искусств «Славянский базар» — г. Витебск, (Беларусь)
- Международный фестиваль искусств Пабло Пикассо — г. Бельфор (Франция)
- Международный Фестиваль театров кукол — г. Вараждин, г. Карловац, г. Риека, г. Чаковец (Хорватия)
- 2-й Международный фестиваль театров кукол — г. Симферополь (Крым)
- «Муравейник 2001» — г. Иваново
- Международный фестиваль театров кукол «РЯЗАНСКИЕ СМОТРИНЫ» — г. Рязань

2000 год
- Почётная грамота Президиума Верховной Рады Автономной Республики Крым (31 октября 2000 года, Автономная Республика Крым, Украина) — за значительный вклад в развитие театрального искусства, эстетическое и нравственное воспитание подрастающего поколения, укрепление дружбы между народами и активное участие в I Международном фестивале театров кукол в Автономной Республике Крым[1].
- 2-й Международный фестиваль театров кукол «Ликурич» — г. Кишинев (Молдова)

Гран-при за спектакль «Лунная собака»
Гран-при за спектакль «Карлик нос»
- Фестиваль искусств «Полярная звезда» — г. Мурманск
- Международный фестиваль театров кукол — г. Мистельбах (Австрия)
- Международный фестиваль театров кукол"Киев Майский" — г. Киев (Украина)
- Фестиваль «Арт Визит» — г. Краснодар
- 1-й Международный фестиваль театров кукол в Крыму — г. Симферополь (Крым)

1999 год
- Фестиваль театров кукол стран Балтии — г. Рига (Латвия)
- Международный фестиваль «КУКART» — г. Пушкин (Ленинградская область)
- Международный фестиваль театров кукол «РЯЗАНСКИЕ СМОТРИНЫ» г. Рязань
- Фестиваль театров кукол «Два мало, три много» — г. Пловдив (Болгария)
- Международный фестиваль театров кукол — г. Острава (Чехия)

спектакль «Золушка», Гран-при за лучшую режиссёрскую работу С. Железкин
спектакль «Шехерезада-любовь моя!» Гран -при за актёрскую работу С. Железкин
- Международный фестиваль театров кукол «ЛАГОМИНОС-4» — г. Паневежис (Литва)

Гран-при за спектакль «Лунная собака»
1998 год
- Российский национальный театральный фестиваль «Золотая Маска» — г. Москва

спектакль «Король и три его дочери»
Лауреат в номинации « Лучшая актёрская работа в театре кукол» Е.Бондаренко за спектакль «Король и три его дочери»
Дипломы в номинации:
«Лучший спектакль» — Король и три его дочери"
«Лучшая режиссёрская работа» — Ю. Фридман
«Лучшая актёрская работа» — С. Железкин
- 6-й Международный фестиваль театров кукол «Ян-Бибиян» — г. Силистра (Болгария)

Гран-при за спектакль «Карлик нос»
Приз «лучшая режиссёрская работа» — Ю. Фридман
- 18-й Международный фестиваль театров кукол — г. Бельско-Бяло (Польша)
- 1-й Международный фестиваль театров кукол «ПОД ШАПКОЙ ГУГУЦЕ» — г. Кишинев (Молдова)

Гран-при за спектакль «Король и три его дочери»
1997 год
- Международный фестиваль театров кукол «РЯЗАНСКИЕ СМОТРИНЫ» — г. Рязань
- Международный фестиваль театров кукол «Лагоминос-3» — г. Паневежис (Литва)

Гран-при за спектакль «Легенда о добром сердце»
1996 год
- 17-й Международный фестиваль театров кукол — г. Бельско-Бяло (Польша)
- I фестиваль Муниципальных театров Московской области — г. Мытищи
- 5-й Международный фестиваль театров кукол «Ян-Бибиян» — г. Силистра (Болгария)

Приз «за лучшую женскую роль» спектакль «Золушка» Н. Котлярова
- 6-й Международный фестиваль театров кукол — г. Ботошани (Румыния)

Приз «за лучшую женскую роль» спектакль «Золушка» Н. Котлярова
Гран-при за спектакль «Огонь надежды»
- Международный фестиваль театров кукол «Бельфор-96» — г. Бельфор (Франция)

1994 год
- Дни русского театра в Литве — г. Паневежис (Литва)

1992 год
- Международный фестиваль театров кукол — г. Паневежис (Литва)

- Гран-при за спектакль «Золушка»

### Развитие театра
В 2004 году по инициативе Главы Мытищинского района Александра Ефимовича Мурашова была произведена реконструкция здания театра. Увеличен зрительный зал, вестибюль театра принял новый современный вид, для удобства зрителей пристроен кассовый зал, надстроен второй этаж, на котором разместились малый зал, буфет и служебные помещения.
В фойе находится музей театра, где расположились раритетные куклы, персонажи из архивных спектаклей и экспозиции сцен из спектаклей текущего репертуара. Представлены награды и дипломы театра кукол «Огниво», привезённые с театральных фестивалей, а также сувениры, подаренные театрами кукол со всего мира. В музее театра хранится дар Народной артистки России Марты Цифринович — кукла «Кандидат околовсядческих наук Венера Михайловна Пустомельская».
В 2005 году «за создание первой в России уникальной инфраструктуры театра кукол» Главе Мытищинского района Мурашову А. Е. и художественному руководителю театра Железкину С. Ф. вручена Первая продюсерская премия «КУКART».
С 2004 года Мытищинский театр кукол «Огниво» и Администрация Мытищинского муниципального района Московской области организовывает и проводит международный фестиваль театров кукол « Чаепитие в Мытищах».
За время существования фестиваля в нём приняли участие свыше 50 ведущих театров со всего мира. Фестиваль включён в международный календарь фестивалей UNIMA при ЮНЕСКО.

### Труппа (по состоянию на 2017 год)
1. Народный артист России Станислав Железкин (13.08.1952-17.09.2017)
2. Заслуженная артистка России Наталья Котлярова
3. Заслуженный артист России Алексей Гущук
4. Заслуженная артистка Московской области Ирина Шаламова
5. Заслуженная артистка Московской области Татьяна Касумова
6. Заслуженный артист Московской области Александр Едуков
7. Заслуженный артист Московской области Сергей Синев
8. Заслуженный артист Московской области Елена Бирюкова
9. Мария Кузнецова
10. Екатерина Крымцева
11. Сергей Котарев
12. Иван Соловьев